# Smilla
Smilla är ett nordiskt kvinnonamn. 

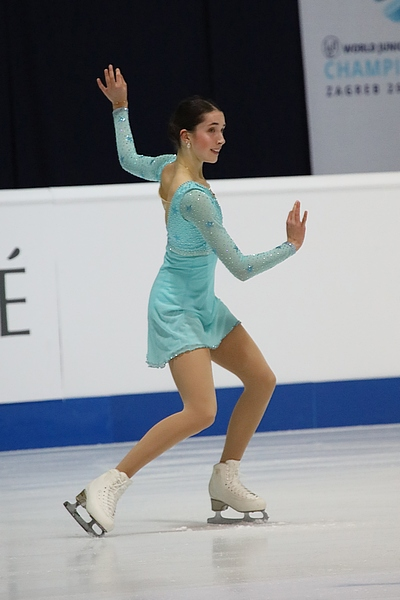
Smilla Szalkai, 2019.

Namnets användning i Sverige kopplas ofta till kriminalromanen Fröken Smillas känsla för snö (1992) av Peter Høeg och dess filmatisering fem år senare, där huvudpersonen heter Smilla Qaavigaaq Jaspersen. Mellan 2002 och 2005 var Smilla bland de hundra vanligaste flicknamnen i Sverige. Namnet har sitt ursprung i det grönländska kvinnonamnet Millaaraq, som betyder "en som smånynnar". Förleden "Milla-" har ersatts med "Smilla-", som innehåller det danska ordet "smil", som betyder "leende". Namnet kan därför tolkas som "Hon som ler och smånynnar".
Totalt 1 755 kvinnor med svenskt medborgarskap bär namnet, 1 474 har Smilla som tilltalsnamn. Även 2 män, varav båda har det som tilltalsnamn.

## Kända personer
- Smilla Luuk (1997–), svensk författare (kokböcker) och mediepersonlighet
- Smilla Szalkai (2001–), svensk konståkare
- Smilla Sundell (2004–), svensk kampsportare (thaiboxning, kickboxning, MMA)
- Smilla Vallotto (2004–), schweizisk fotbollsspelare (Hammarby Fotboll), född i Norge.[3]
- Smilla Holmberg (2006–), svensk fotbollsspelare (Hammarby Fotboll och Sveriges U23-damlandslag i fotboll)